# الاسم المستعار (مسلسل)
الاسم المستعار (بالتركية: Kod Adı)‏ هو مسلسل درامي اجتماعي تركي مدبلج إلى اللغة العربية باللهجة السورية عُرض على قناة الشبابية الليبية وعلى قناة ال بي سي البنانية.

## قصة المسلسل
تدور الأحداث حول الشاب ” حسن الاداغ ” الذي يمتلك منزلاً في مدينة أنقرة تحدث جريمة قتل أمام منزله مما يجعل المحقق ” جان ” وفريقه يبدأون التحقيق في الجريمة وعندما تبدأ الشرطة في حل هذا اللغز تحدث جرائم قتل مشابهة وتستمر الأحداث ضمن إطار تشويقي

## البطولة
المسلسل من بطول كلٍ من:

## البث
- الجدول التالي يبين القنوات التي عرض فيها المسلسل.

| اللغة                                  | القناة الباثة | التاريخ |
| -------------------------------------- | ------------- | ------- |
| تركيا التركية                          | كانال دي      | 2006    |
| سوريا العربية (باللهجة السورية)(مدبلج) |               | 2008    |

## طاقم العمل والشخصيات
| الشخصية العربية | الممثل | مؤدي الصوت العربي | معلومات عن الشخصية |
| --------------- | ------ | ----------------- | ------------------ |
| '               |        |                   |                    |

## ردود الافعال على المسلسل
```
اعتبر البعض ان القصة مألوفة لحد كبير برواية شكسبير «هاملت», لكنها على كل لاقت العديد من الإعجاب بالادوار التي اداها ابطالهاو قد واجهت كذلك النقد الشديد.
```

## وصلات خارجية
- Kod adı dizisinin resmi sitesi
- Kod adı dizisinin resmi forum sitesi
- Kod adı